# Esteban Lucas Bridges
Esteban Lucas Bridges (Ushuaia, 31 de diciembre de 1874-Buenos Aires, 4 de abril de 1949) fue un terrateniente de Tierra del Fuego de origen anglo-argentino. Fue el segundo hijo del misionero anglicano reverendo Thomas Bridges (1842-1898) y "el tercer nativo blanco de Ushuaia" (su hermano mayor, nacido en 1872, fue el primero) en el extremo sur de América del Sur. Ushuaia, era conocido como Ooshooia en el idioma indígena Yagán.

## Desarrollo
Su libro El último confín de la Tierra (1948), publicado un año antes de su muerte, es una crónica que abarca casi un siglo de la historia de su familia que se inició como colonos misioneros en Tierra del Fuego en 1871, aunque su padre visitó, y vivió en la isla Vigía (o Keppel), en las islas Malvinas y Tierra del Fuego intermitentemente desde 1856. Este clásico literario cuenta una historia del choque de tres civilizaciones: los hombres blancos, el Yagán (del yagán: Yahgashaga ‘las personas’) y la Selknam  (del selknam: Shilknum ‘clan de la rama separada o selecta’). Onas es un término yagán (del yagán: Ona ‘Gente de a pie’). Habiendo crecido entre las tribus indígenas de la isla, Lucas Bridges aprendió el idioma y las costumbres de ambas tribus. Fue un testigo privilegiado de su estilo de vida y creencias, así como un testigo de los trágicos efectos del avance de la civilización occidental en ellos. 
Sin embargo, destacados historiadores, como el sacerdote salesiano Juan Esteban Belza, acusaron a los Bridges, con Esteban Lucas Bridges a la cabeza, de explotadores de los indígenas de Tierra del Fuego: "amansadores de indios, que vienen a pedirle al gobierno grandes concesiones de tierras con el objeto de atraerlos a la vida civilizada y que lo que hacen es explotarlos en provecho propio".

## Epidemias
Estos efectos incluyeron también el sarampión, a la que, a diferencia de las personas de ascendencia europea, tenían falta de una resistencia genética
Hubo brotes en:
1. 1884 (tras la visita de tres buques de la Armada Argentina para elevar la bandera y crear una subprefectura en Ushuaia)
2. 1924
3. 1929

Estos brotes se convirtieron en epidemias mortales con resultados devastadores para los niveles de población cada vez menores. Ambas civilizaciones (la Selknam y la Yagán) fueron borradas de la faz de la tierra.

## Estancia Harberton
Esteban Lucas Bridges ayudaba a su padre, Thomas Bridges, en la construcción de la Estancia Harberton después de que este renunció a su puesto como misionero, pasando de Ushuaia a esta bahía protegida elegida por los yaganes como un puerto seguro.
El sendero Lucas Bridges fue establecido para el transporte de ovejas de la Estancia Harberton, la casa de la familia, en la costa del Canal Beagle a la Estancia Viamonte, en la zona norte de la isla.

## Primera Guerra Mundial
Se fue a Inglaterra para alistarse en el ejército y combatir en la Primera Guerra Mundial y en 1917 su padre se casó Jannette Jardine (1890-1976). Después de la guerra se trasladó a África, donde estableció un rancho con su cuñado, que llegó a ocupar 750.000 hectáreas en el territorio de la actual Zimbabue. Dedicado a la explotación de ganado vacuno, la sobreexplotación de los pastos provocó un grave destrozo ecológico que ha podido regenerarse parcialmente en las últimas décadas.
De regreso a la Argentina, donde vivió sus últimos años, fue socio de Mauricio Braun y Francisco Campos Torreblanca, yernos ambos del terrateniente español José Menéndez Menéndez, en la sociedad Estancia Posadas, Hobbs & Cía, que explotó una gran concesión de tierras en la región de Aysén. Murió en Buenos Aires y fue enterrado en el cementerio Británico de Buenos Aires en la misma sepultura donde se encuentra el Rev. Thomas Bridges, sepultura que fuera declarada histórica de acuerdo al decreto 525/10 del 27 de abril de 2010.

## Baker, Región de Aysén
Esteban Lucas Bridges (1874 - 1949), en 1916  visitó el territorio de la zona del río Baker, actual comuna de Cochrane ubicada al sur de la Región de Aysén. Su viaje tuvo como objetivo recorrer y conocer la comarca  que sería arrendada por la empresa Bridges y Reynolds, quienes habían recibido una oferta de la Sociedad Posadas, Hobbs y Cía, para establecer una estancia ganadera en esta zona.  Para esa época este pedazo de territorio se encontraba desocupado y solo se podrían encontrar algunas edificaciones construidas por la ex empresa ganadera que se habían instalado, cuyo paso por esta zona no resultó prospera, ya que se le murieron varias personas en el Puerto de Bajo Pisagua, cercano a la localidad de Caleta Tortel. Para esa época  el estado chileno solo cumplía con su rol de arrendador de este territorio.
Lucas Bridges estuvo como administrador de la estancia durante 28 años. En ese tiempo logró establecer una actividad económica muy próspera, que no solamente fue en ayuda de la explotación de este territorio en favor de la empresa,  también la lenta llegada de  familias colonizadoras chilenas en busca de tierras fiscales para  instalarse y emprender una nueva vida en este aislado territorio.
Las vivencias de Lucas Bridges por su paso por la zona del Baker, se pueden leer en dos  escritos cortos  "Memorias y Sinopsis"  que describe detalladamente lo  difícil que fue dominar este territorio, además de las problemáticas que tuvieron con algunos colonos que ocupaban los terrenos concesionados por la empresa. Además describe la visita que hicieron representantes del estado chileno a la  zona, con el objetivo de fiscalizar los adelantos de la empresa ganadera, pero a la vez se le encargó la misión de realizar  un censo de las familias chilenas y argentinas que habitaban este territorio en 1927, entré otra información de mucha importancia para saber que sucedía en la zona del Baker y la Región de Aysén.